# Дюля
Дю́ля (болг. Дюля) — село в Бургаській області Болгарії. Входить до складу общини Руєн.

## Населення
За даними перепису населення 2011 року у селі проживали 0 осіб.
Динаміка населення: